# Шток поршня

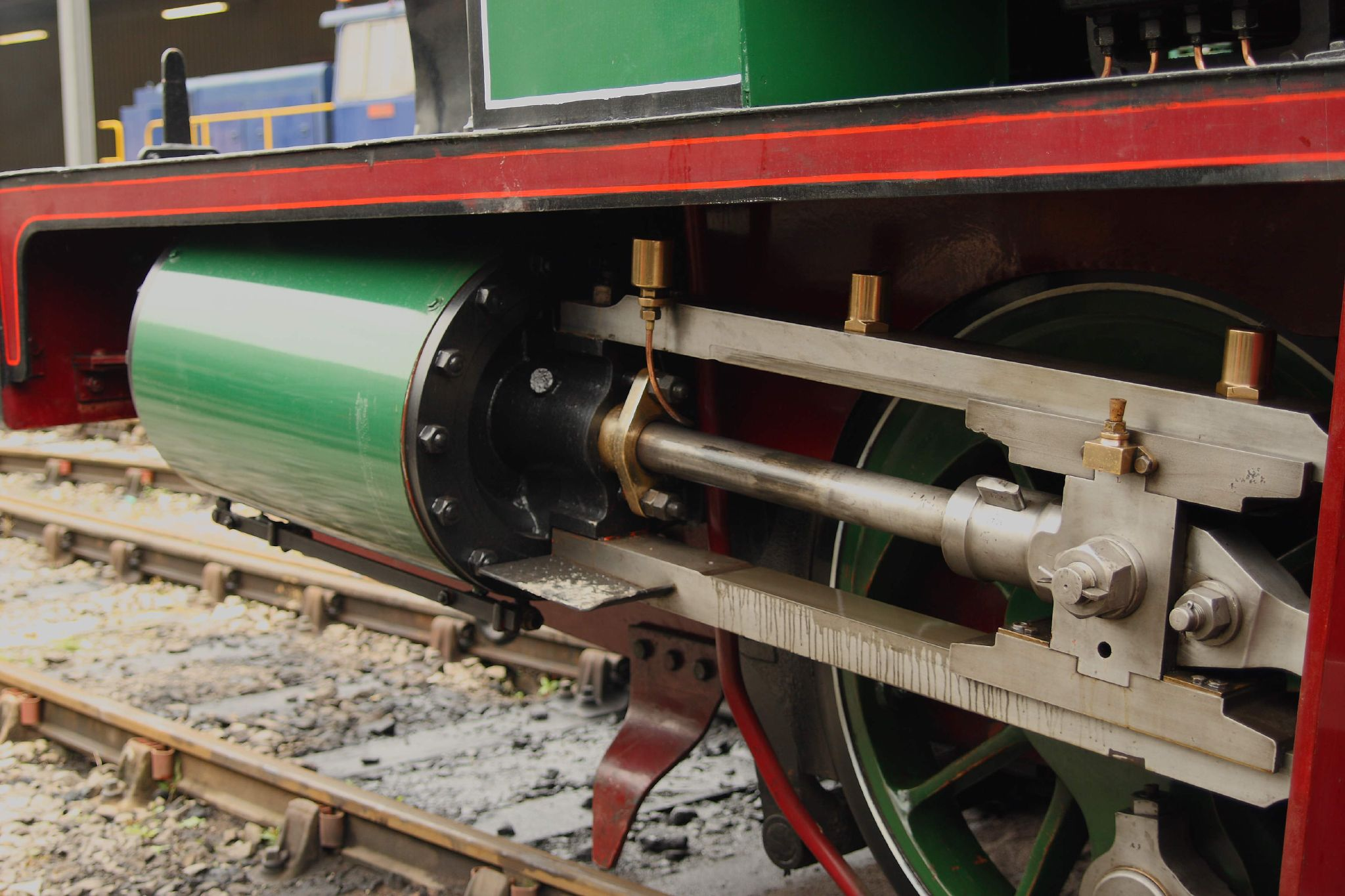
У паровому приводі локомотива шток видно між циліндром (зелений, ліворуч) і крейцкопфом (праворуч)

Шток по́ршня чи поршневий шток (нім. Stock, досл. «палиця», «стовбур») — стрижень круглого перетину, що з'єднує поршень з повзуном (крейцкопфом) у поршневих машинах (насосах, компресорах, парових двигунах, деяких двигунах внутрішнього згоряння і т. д.) або в гідро- пневмоциліндрах механізмів привода поступальних переміщень. Крім передачі руху і зусилля шток додатково виконує роль напрямного елемента для поршня при його русі у циліндрі. У зв'язку з цим, у поршневих машинах односторонньої дії шток додатково спрягається з повзуном або з напрямною втулкою отвору кришки штокової камери, а у поршневих машинах двостороньої дії з напрямною втулкою кришки штокової камери. В останньому випадку для забезпечення герметичності штокової камери додатково встановлюються защільнювач (кільця або манжети) а також засоби очищення поверхні штока від бруду.
Поршневий шток гідроциліндра, як правило, є твердою хромованою деталлю з холоднокатаної сталі, яка приєднується до поршня і виступає з циліндра крізь кришку штокової камери. У циліндрах з двостороннім штоком, шток, що кріпиться з обох сторін поршня і виступає за межі циліндра крізь кришки штокових камер з обох кінців. Поршневий шток з'єднує гідравлічний привід з виконавчим компонентом механізму. Це з'єднання може бути у формі різьбового з'єднання на основі нарізі з дрібним кроком або з використанням такого засобу кріплення, як вилка штока або отвір для головки шатуна. Ці вузли кріплення можуть бути пригвинчені або приварені до поршневого штока, або, у деяких випадках, вони є виконані заодно зі штоком.